# Josep Maria Cartes i Mur
Josep Maria Cartes i Mur (Tortosa, Baix Ebre, 1877 - 11 de gener de 1929), fou un metge, industrial i polític tortosí.
Era fill de Mateo Cartes Escardó (mort el 29/12/1904) i d'Estrella Mur Buera (morta l'any 1917). Es va casar dues vegades: en primeres núpcies amb Dolors Castellà Nobel, morta l'any 1915, i en segones amb Maria Sacanella. Era el propietari de l'Illa de Gràcia, i el 1926 impulsà un projecte de regadiu a l'illa, que en pretenia regar tres quartes parts.
Va formar part, a més de tenir càrrecs, de diferents entitats agrícoles de l'època, entre els quals el de president de la Federació de Sindicats Agrícoles de l'Ebre (1919-1924) o de la Cambra Agrícola Provincial (gener de 1922 i també el 1926). Entre 1920 i maig de 1924 fou Vocal del Consell Provincial de Foment del Treball, així com Síndic de la Confederació Hidrogràfica de l'Ebre. Fou també president de la Caixa Rural de Tortosa.
Pel que fa a la seva vessant política, l'octubre de 1923 fou escollit regidor a l'ajuntament de Tortosa. Aquell mateix any fou escollit diputat provincial pel districte de Tortosa. No obstant, la seva carrera política es va veure truncada el 1924 per l'inici de la dictadura de Primo de Rivera.
Va morir a Tortosa als cinquanta-dos anys.